# Impresora de impacto
La impresora de impacto es el tipo de impresora que se basa en la fuerza de impacto para transferir la tinta al medio o soporte (papel, transparencias, etcétera) de manera similar a las máquinas de escribir.
Las impresoras de impacto están limitadas a reproducir texto, porque la cinta con tinta les permite hacer pocas cosas con gráficos y demás cosas que requieran mayor precisión y calidad. Otra desventaja es que la cinta de tinta es monocromática.
Según cómo sea el cabezal de impresión, se dividen en dos grupos principales:
1. Impresoras de margarita: incorporan una bola metálica en la que están en relieve las diversas letras y símbolos a imprimir; la bola pivota sobre un soporte móvil y golpea a la cinta de tinta, con lo que se imprime la letra correspondiente. Las impresoras de margarita y otros métodos que usan tipos fijos de letra están completamente en desuso porque solamente son capaces de imprimir texto básicamente.
2. Impresoras de agujas: muchas veces denominadas simplemente impresoras matriciales, tienen una matriz de pequeñas agujas que impactan en el papel formando la imagen deseada; cuantas más agujas posea el cabezal de impresión mayor será la resolución, que suele ser entre 150 y 300, siendo casi imposible superar esta última cifra.

Las impresoras de impacto fueron las primeras que surgieron en el mercado, y aunque han perdido protagonismo frente a las impresoras de inyección y las impresoras láser, siguen siendo muy útiles para la impresión de formularios continuos o facturas.

## Clasificación
Según el funcionamiento, se pueden distinguir cuatro tipos de impresoras de impacto:

### Impresora de margarita
La impresora de margarita contiene todos los caracteres distribuidos radialmente en una rueda. La rueda gira posicionando el carácter que se desea imprimir frente a la cinta. Un martillo golpea el carácter contra la cinta, transfiriéndose así la tinta al papel.

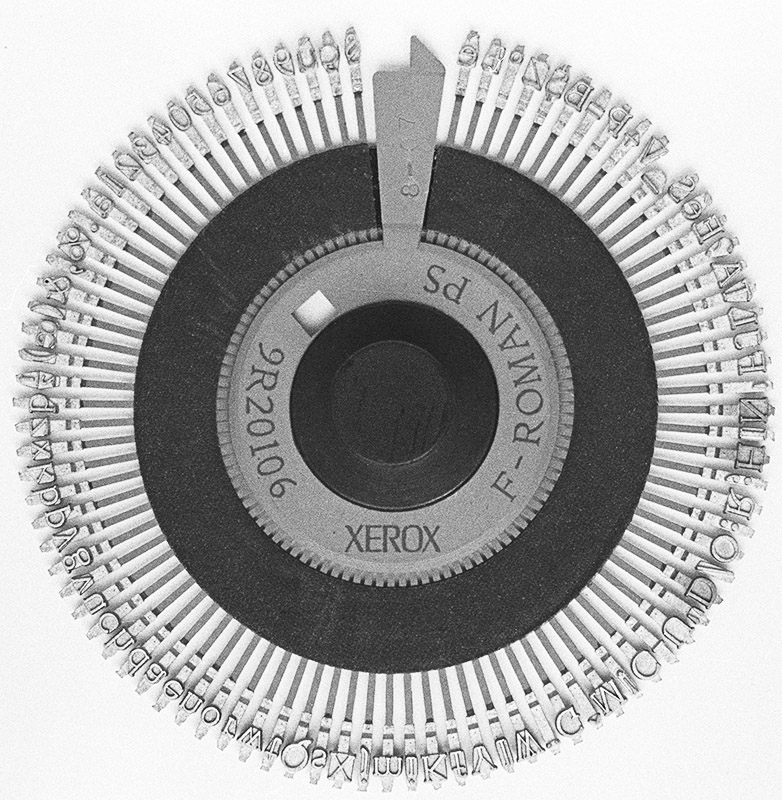
Margarita de impresión de caracteres.

### Impresora de esfera
Contiene todos los caracteres en una esfera que gira sobre un soporte móvil hasta colocar el carácter frente a la cinta y golpearla para imprimir el carácter en el papel.

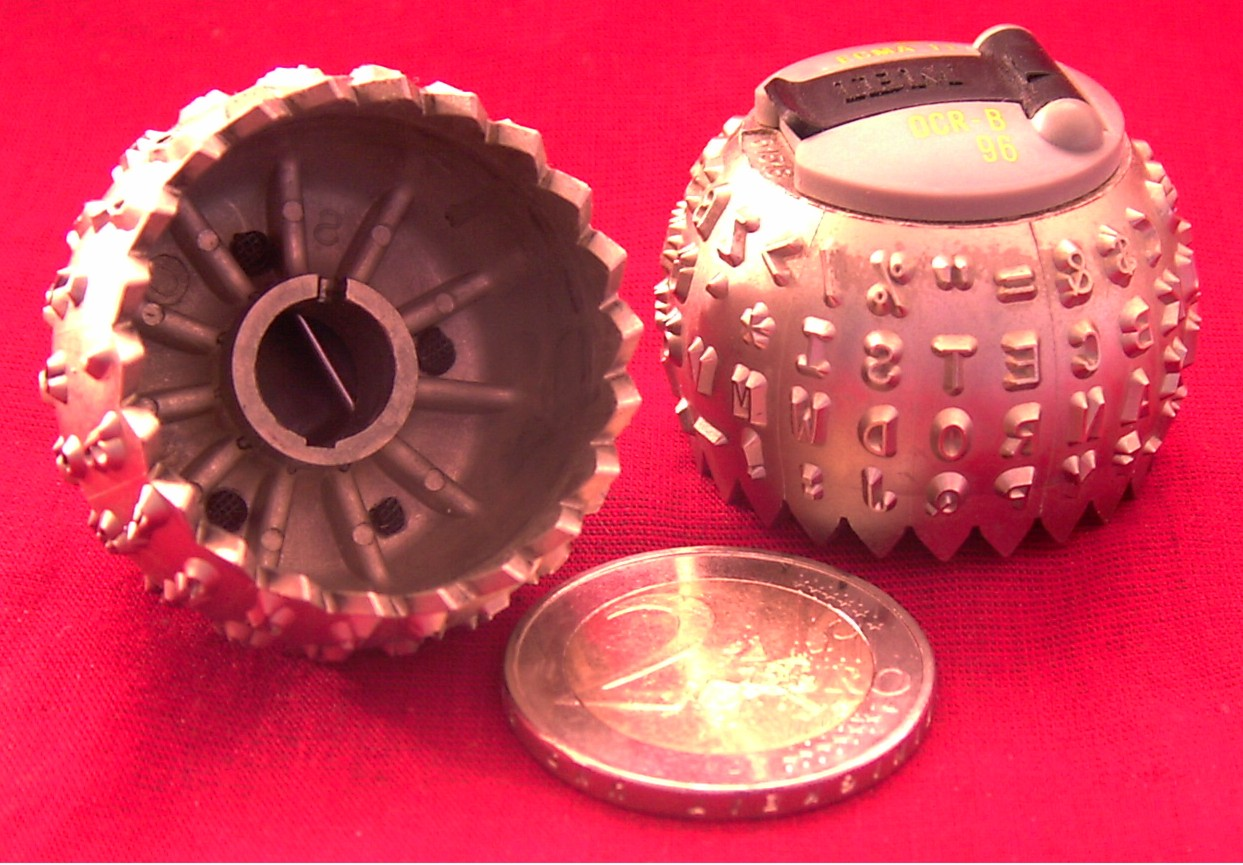
Ejemplos esferas de impresión, comparada con el tamaño de moneda de dos (2) Euros.

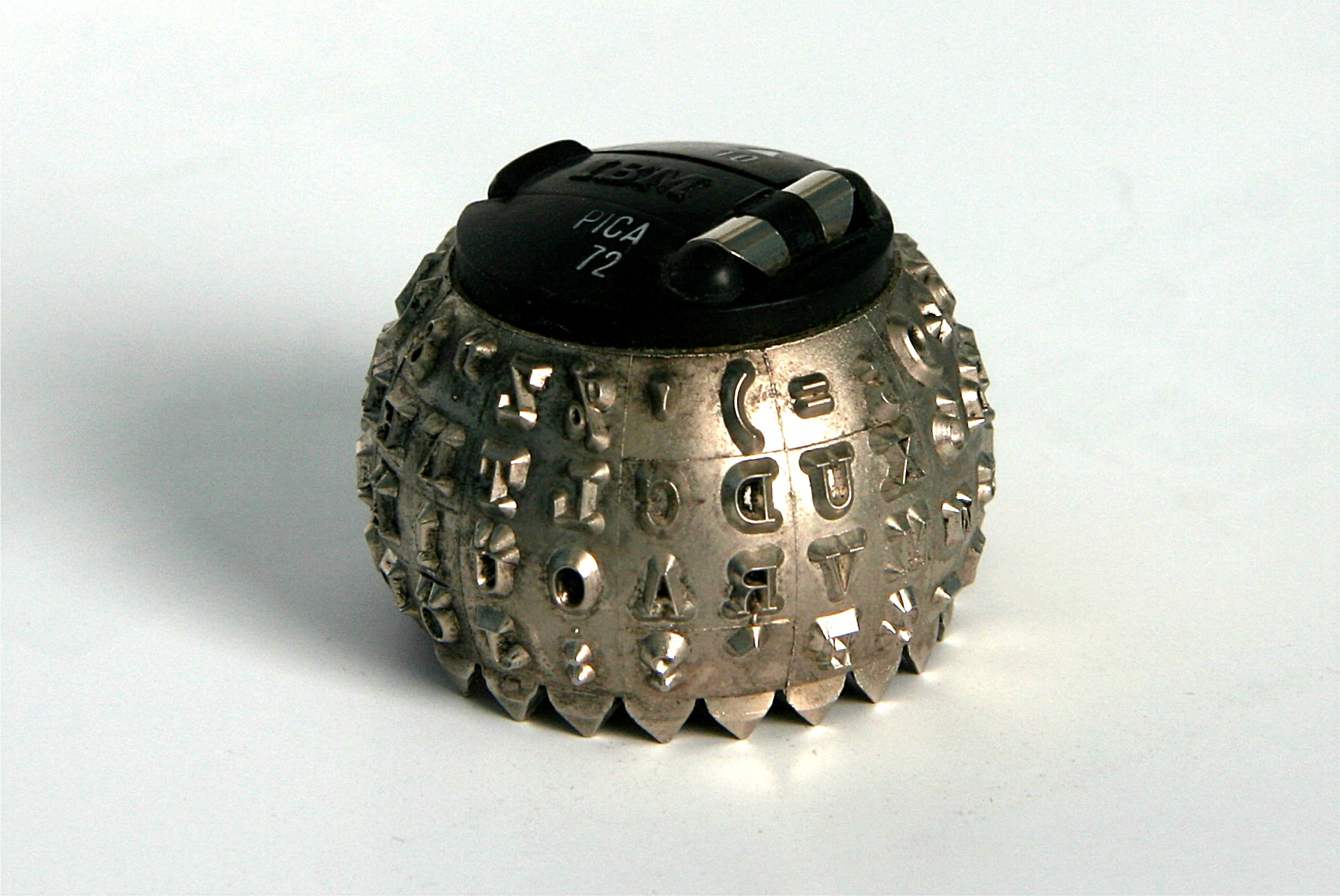
Cabeza esférica de impresión IBM (segunda generación), peso: 10g y diámetro: 35mm.

### Impresora de línea
La impresora de línea o impresora de banda tiene un tambor que gira para colocar todos los caracteres de una línea. De esta forma es capaz de realizar las impresiones por líneas y no por caracteres, lo que implica un gran aumento en la velocidad de impresión.:)

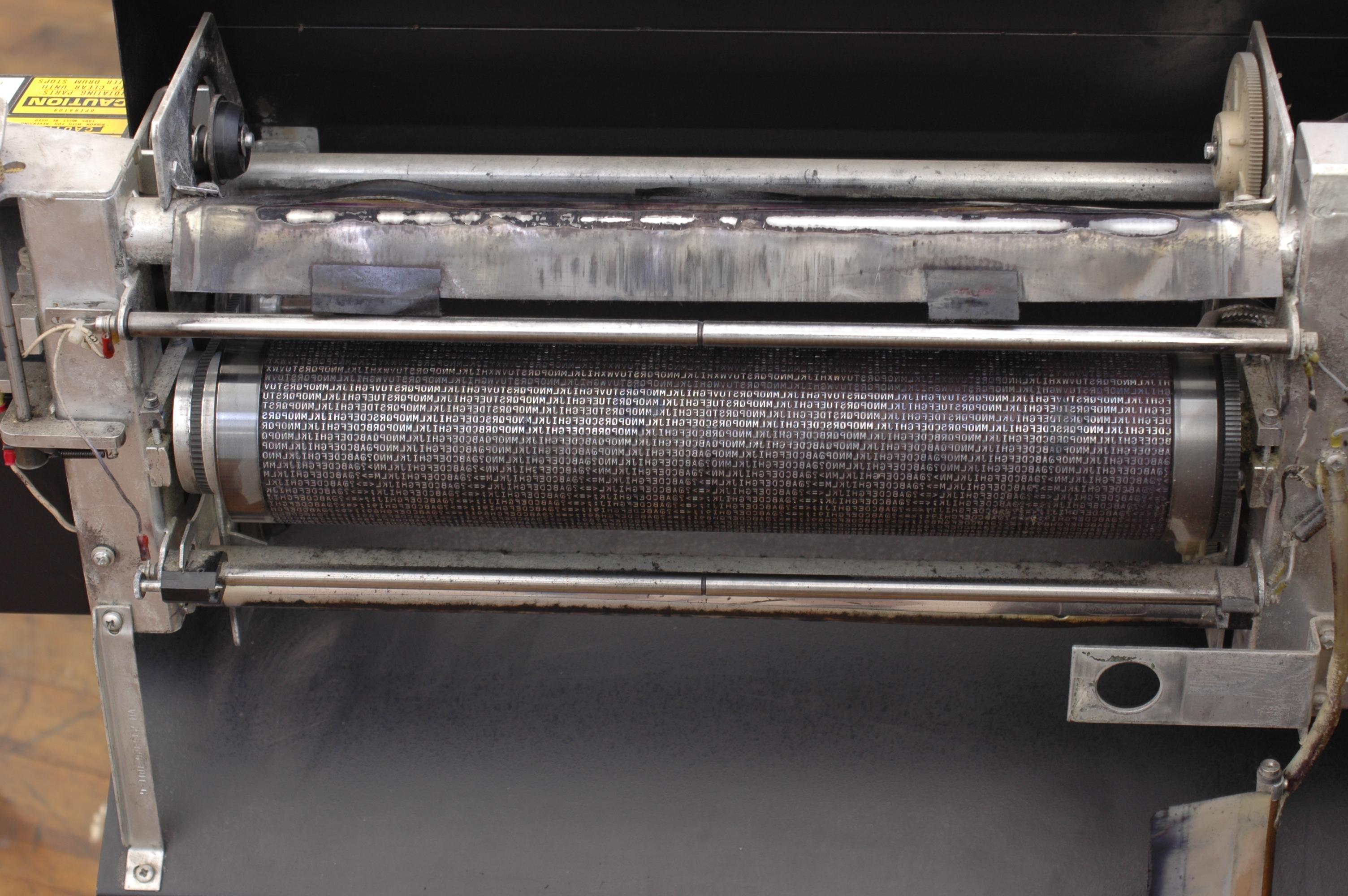
Tambor en una impresora de línea.

### Impresora matricial
En la impresora matricial la impresión se realiza mediante los cabezales que contienen una matriz de píxeles o de puntos. El cabezal contiene entre 7 y 24 agujas que son impulsadas contra la tinta, formándose los caracteres mediante pequeños puntos. Esto permite imprimir diferentes fuentes e incluso imágenes.

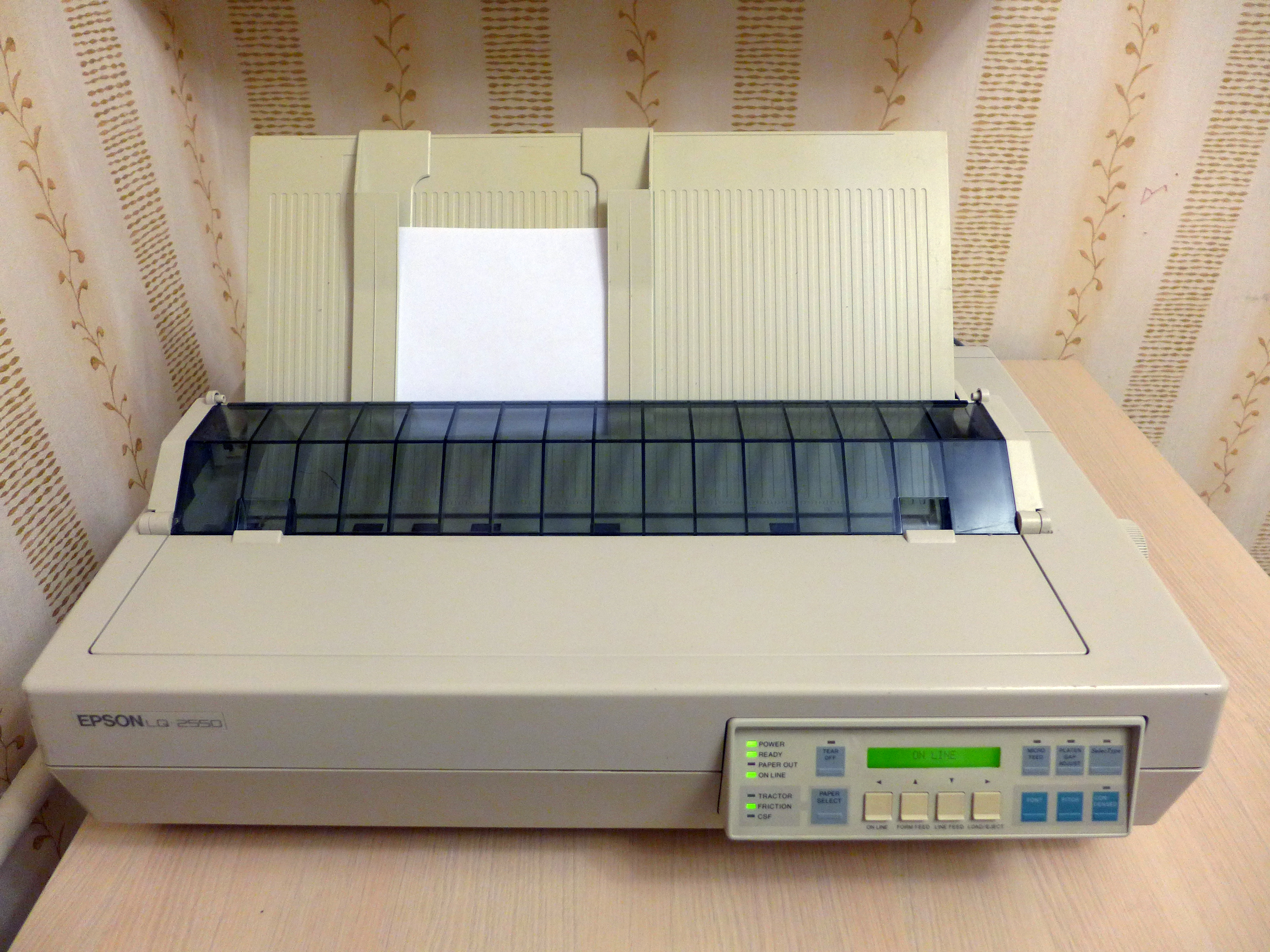
Impresora Epson LQ-2550, de matriz de puntos a color, con carro ancho de 24 pines.

Su cabezal está compuesto por uno o más líneas

## Prestaciones
La impresora de margarita y la impresora de bola están completamente en desuso, pero la impresora matricial todavía se utiliza con asiduidad cuando se trata de impresiones de facturas o formularios, especialmente sobre papel autocopiativo o papel continuo.
Las impresiones son monocroma y de baja calidad, con la ventaja de tener un coste muy bajo por copia porque el único consumible que emplean es el rollo o cinta de tinta con precios asequibles.
Con respecto a la velocidad de impresión, en el caso de las impresoras de impacto se mide en caracteres por segundo, y no en páginas por minuto, como es habitual. La velocidad media de impresión oscila entre 300 y 600 caracteres por segundo.